# Robert Brüderlink
Robert Brüderlink (* 16. August 1893 in Schopfheim; † 9. Februar 1978 ebenda) war vom 1. Oktober 1937 bis 1. Oktober 1961 Ordentlicher Professor für praktische Elektrotechnik an der RWTH Aachen. Von 1937 bis 1963 war er Leiter des Instituts für elektrische Maschinen und ab 1941 Dekan.
Er studierte ab 1911 an den Technischen Hochschulen Karlsruhe und München, wo er 1915 mit der Diplomprüfung abschloss. Er war dann kurzzeitig in der Industrie tätig. 1921 promovierte er in Karlsruhe mit Auszeichnung zum Dr.-Ing.

## Werke
- Beiträge in: Rudolf Richter (Prof. an der TH Karlsruhe): Elektrische Maschinen, Bd. 2.: Synchronmaschinen und Einankerumformer. 1930
- Drehstrom-Gleichstrom-Steuersatz mit Trockengleichrichter in Einwellen- und Zweiwellenanordnung. (mit Hansjörg Jansen) Köln, Opladen 1960 (Westdeutscher Verl.)
- Laplace-Transformation und elektrische Ausgleichsvorgänge. Karlsruhe 1961 (G. Braun)
- Induktivität und Kapazität der Starkstrom-Freileitungen